# Francisco Pascasio Moreno
Francisco Pascasio Moreno, también conocido como el Perito Moreno (Buenos Aires, 31 de mayo de 1852 - Buenos Aires 22 de noviembre de 1919), fue un científico, naturalista, conservacionista, político, botánico, explorador y geógrafo de la Generación del Ochenta de la Argentina.

## Biografía

### Trayectoria personal
Francisco Pascasio Moreno nació en 1852 en una casona de Paseo Colón y Venezuela, Buenos Aires, en una familia patricia acomodada. Hijo de Francisco Facundo y Juana Thwaites, tuvo tres hermanos menores y una hermana mayor. Su padre había estado exiliado en Uruguay durante el gobierno de Juan Manuel de Rosas y su madre era hija de un oficial británico que había sido capturado en el transcurso de la segunda de las Invasiones Inglesas, en 1807, y que luego se radicó en el Río de la Plata.
A partir de 1863 estudió en el Colegio San José, a cargo de los Padres del Sagrado Corazón de Jesús de Bétharram (Padres Bayoneses) y desde 1866 en el Colegio de la Catedral al Norte. Desde pequeño mostró interés por la naturaleza. Cuando sus padres se mudaron a Bartolomé Mitre y Uruguay y descubrió caracoles petrificados en los mármoles, preguntó qué eran y se abocó a la tarea de recolectar piezas, y cuando su número creció el padre le cedió el altillo. Allí él, con doce años, y sus hermanos, crearon el “Museo Moreno”, dedicado a la historia natural. Al fallecer su madre víctima del cólera, el 27 de diciembre de 1867, la familia se fue a vivir a una quinta en Parque Patricios.
Debido a la epidemia de Fiebre amarilla que diezmó a Buenos Aires en 1871, se mudaron a la Estancia Vitel, en Chascomús, donde llenó cuarenta cajones con restos fósiles -entre ellos un caparazón de gliptodonte-. Su padre le regaló entonces una vivienda de 200 metros cuadrados para que guardase sus colecciones.
A los veintiún años fue designado miembro de la Academia de Ciencias Exactas de Córdoba.
En 1885 contrajo matrimonio con María Ana Varela, nieta del escritor Florencio Varela, y de esta unión nacieron siete hijos, tres de los cuales fallecieron antes de cumplir los tres años de edad.
Fue, a partir de 1885, miembro de la "Sociedad Exploradora de Paramillos de Uspallata”, en la provincia de Mendoza, que contrató para el proyecto de minas al ingeniero Germán Ave Lallemant. Este fue quien se encargó de supervisar técnicamente la instalación de grandes plantas de laboreo minero en la precordillera, a 3000 m s. n. m., en las cercanías de la actual localidad de Uspallata.

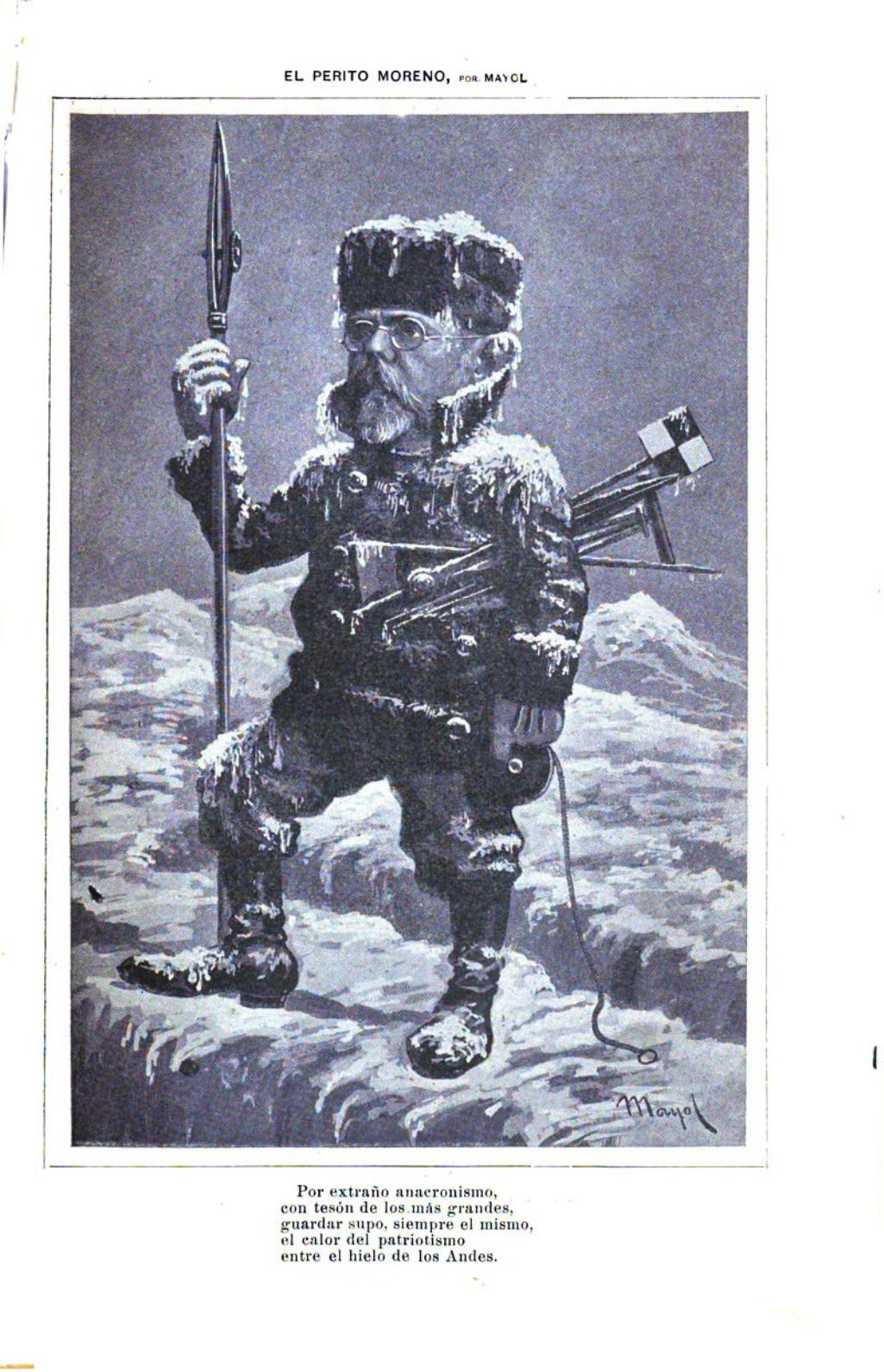
Retratado por Mayol en la revista Caras y Caretas (1898)

En 1897, en los viajes que realizó a Chile como perito en límites, cruzó la cordillera de los Andes a lomo de mula junto con su esposa, y sus cuatro hijos, acompañados por el Dr. Clemente Onelli. En junio de 1897 quedó viudo como consecuencia del fallecimiento de su esposa de fiebre tifoidea, a los 29 años de edad.
En 1900 viajó junto con sus hijos a Londres, por trámites relacionados con el litigio limítrofe con Chile, donde dejó a sus hijos varones internados como pupilos en Clayesmore, una prestigiosa escuela inglesa. En 1903 falleció uno de sus hijos. Ante tamaña desventura emprendió un nuevo viaje a la Patagonia para mitigar su pena.
Moreno tuvo un espíritu altruista, especialmente hacia la niñez. Adhiriendo a la coherencia de sus propias aseveraciones:

un niño con barriga vacía, no puede aprender a escribir la palabra pan.

en 1904 creó los comedores escolares donde, diariamente, se servían 350 platos de sopa costeados por él. Para hacer frente a los gastos, vendió las tierras que el Gobierno argentino le otorgó como reconocimiento por su trabajo como perito de límites.
En 1910 fue nombrado diputado nacional, durante su gestión presidió la Comisión de Territorios Nacionales, propuso la creación del Servicio Científico Nacional y de los Parques y Jardines Nacionales y apoyó el establecimiento de ferrocarriles en la Patagonia. También asumió la presidencia de la Sociedad Estímulo de Bellas Artes.
Renunció a su banca como diputado para aceptar su designación como vocal del Consejo Nacional de Educación, dónde se destacó por la creación de escuelas patrias, guarderías infantiles en barrios obreros, modificar los planes de estudios de las escuelas nocturnas para adultos dándoles una orientación vocacional y técnica, y crear el escalafón para los maestros.
El 4 de julio de 1912 constituyó la Comisión Organizadora del Movimiento Scout en la Argentina, creando una institución que se denominó en sus primeros tiempos “Asociación de Boy Scouts Argentinos. También en este año es nombrado vicepresidente del Consejo Nacional de Educación.

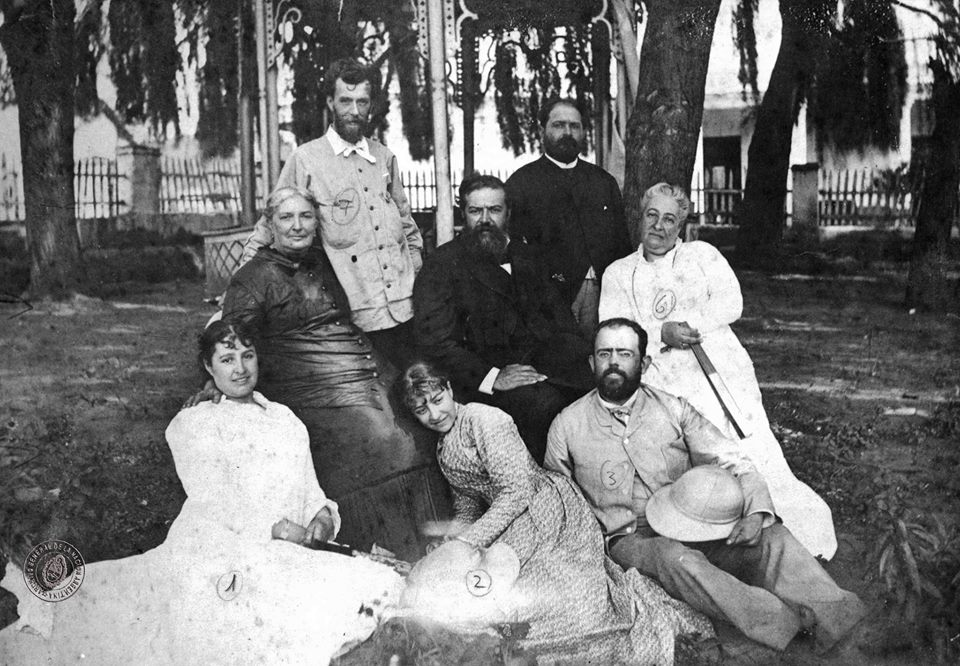
Familia Moreno con familia Varela (1882 - 1884). Córdoba, Argentina.

Murió en 1919, a los 67 años. Fue enterrado en el Cementerio de la Recoleta. En 1944 sus restos fueron trasladados a la isla Centinela, en el lago Nahuel Huapi.

### Viajes a la Patagonia

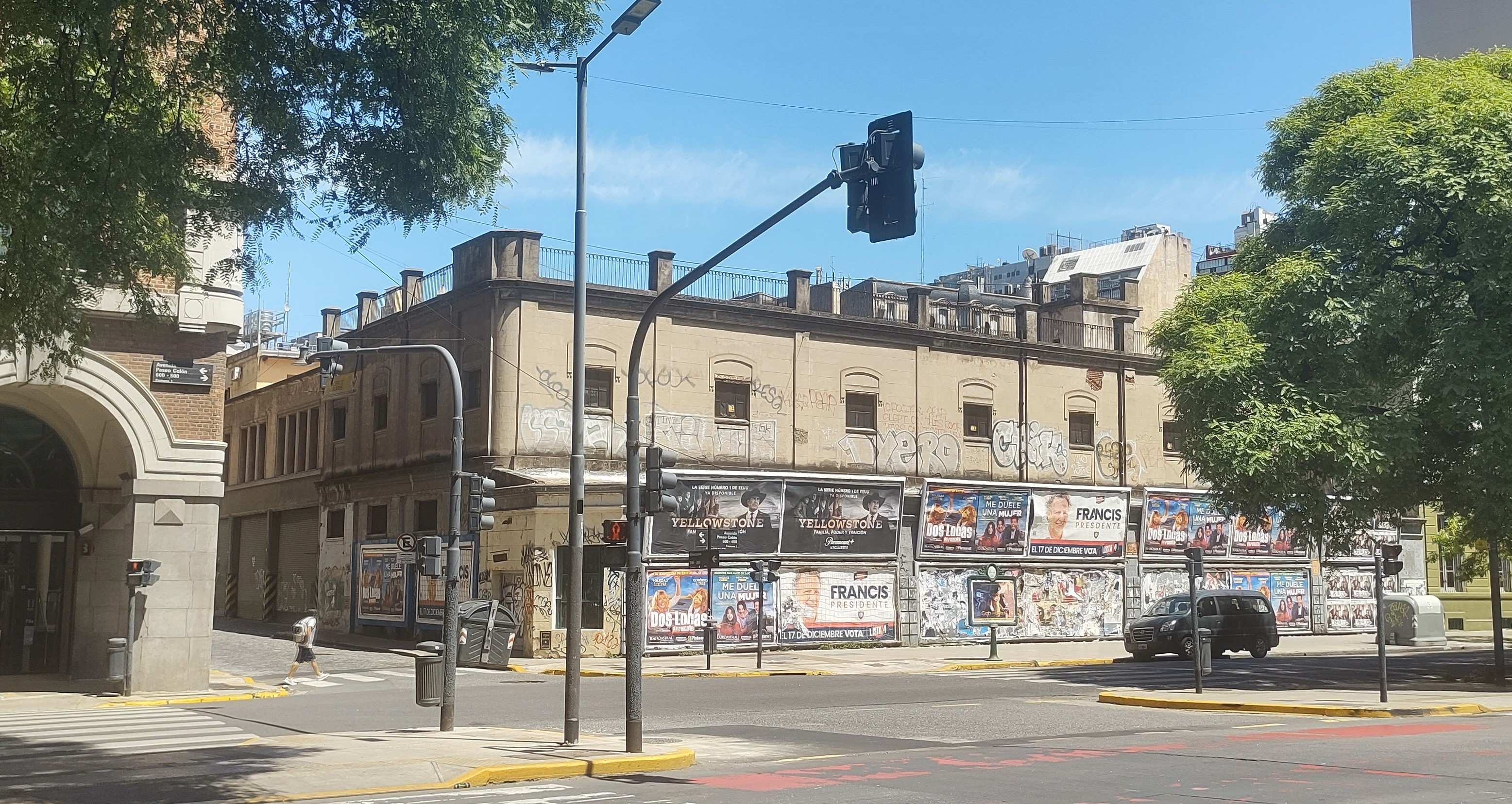
Casa en donde nació, en Paseo Colón y Venezuela.

En 1874, Francisco Moreno emprendió su primer viaje a la Patagonia, impulsado por un espíritu de aventura, el interés por aprender sobre la geología, la historia natural, la flora y fauna de la región. A su paso por la localidad de Carmen de Patagones, ya había recolectado numerosos cráneos, puntas de flechas, puntas de lanza y sílices tallados. Estos cráneos, dan origen a nuevos estudios antropológicos que fueron publicados en París por el profesor Brocca y despertaron el interés de estudiar a las razas indígenas de América del Sur.
A partir de 1874 las autoridades argentinas le encomendaron al joven Moreno sucesivas expediciones de exploración que tuvieron un doble objetivo: consolidar la soberanía argentina y recabar datos para el avance de las ciencias. En julio de 1874, durante la presidencia de Domingo Faustino Sarmiento, recibió el encargo del Ministro de Relaciones Exteriores de Argentina, Dr. Carlos Tejedor, de investigar las inmediaciones de la bahía Santa Cruz. Moreno embarcó en el bergantín “Rosales” para explorar dicha zona donde existía un asentamiento de colonos chilenos. A su regreso, viajó a Entre Ríos para comparar la formación terciaria de la Patagonia con la de las Barrancas del Paraná. Alentados por sus logros la Sociedad Científica Argentina y el gobierno de la provincia de Buenos Aires le brindaron apoyo financiero para realizar nuevos viajes a la Patagonia, recorrer territorio inexplorado y estudiar la cultura indígena.
En septiembre de 1875, comenzó una nueva expedición al sur. En las playas de Pehuen-Co, a 100 km de Bahía Blanca, estudió yacimientos fósiles relevados con anterioridad por Darwin. Siguió rumbo al sur, queriendo cruzar los Andes a través del lago Nahuel Huapi e intentar llegar a Chile por el paso “Pérez Rosales,” haciendo el camino inverso al de Guillermo Cox. Bordeó el río Limay y se encontró con el cacique Saihueque en la zona de Collón Cura, para solicitarle ayuda y permiso para encontrar el paso que lo conduzca a Chile. Sin embargo Saihueque y su consejo tribal -molestos por acciones del gobierno- le negaron el paso a Chile, por lo que Moreno recorrió la zona de Pehuenia y el 22 de enero de 1876, a los 23 años de edad, fue el segundo hombre blanco que llegó al lago Nahuel Huapi desde el océano Atlántico, allí izó la bandera argentina, y posteriormente emprendió el regreso a Buenos Aires. En este recorrido Moreno se puso en contacto con las naciones indígenas de la Patagonia, recolectando valiosos datos y materiales sobre estos indios. Moreno quedó muy impresionado por el drama de estos pueblos despojados de sus tierras ancestrales. Por ello trató de humanizar las relaciones entre el gobierno argentino y los pueblos indígenas, abogando por la entrega de tierras a los originarios y el establecimiento de escuelas para sus hijos.
En Buenos Aires preparó una nueva expedición cuyo fin fue reconocer el río Santa Cruz. En julio de 1876, el presidente Nicolás Avellaneda, brindó su apoyo a Moreno y le facilitó un ayudante para relevar la cartografía y la topografía de dicha zona. La cuestión de límites con Chile preocupaba a Moreno; especialmente que el tema fuera discutido por personas que no conocían la Patagonia como para tener elementos de juicio precisos y fundamentados sobre los límites de la cordillera y la divisoria de las aguas.
En octubre de 1876 regresó a la Patagonia junto a Carlos Berg en la goleta “Santa Cruz” al mando del Comandante Luis Piedrabuena. La nave fondeó en la desembocadura del río Chubut, donde Moreno recorrió la colonia galesa obteniendo gran cantidad de fósiles marinos. Luego de tres meses, la nave zarpó nuevamente, llegando a la boca de río Santa Cruz el 21 de diciembre. Remontó el río y lo recorrió en toda su extensión, llegando hasta sus nacientes el 15 de febrero de 1877. Allí, como defensor de la soberanía de Argentina sobre esas tierras, bautizó al lago que da origen al río con el nombre de lago Argentino y llegó a estar muy cerca del imponente glaciar que luego fue designado en su honor, aunque sin llegar a verlo. En su contacto con los indígenas tomó apuntes de su idioma, queriendo escribir un diccionario tehuelche. En febrero, descubrió y bautizó el lago San Martín, avistando el lago Viedma y el cerro Chaltén, al que identificó erróneamente como un volcán y lo designó con el nombre de Fitz Roy. Esa expedición la realizó junto al grumete Abelardo Tiola.
En 1879, durante la Conquista del Desierto, fue jefe de una nueva expedición al sur, para determinar los límites entre Chile y la Argentina.
El 1 de abril de 1879 aceptó el encargo, solicitando, como única recompensa que todos los objetos coleccionados durante la expedición sean incorporados al Museo bajo su dirección. Estudió en su expedición los aspectos geológicos del trayecto desde puerto San Antonio a Nahuel Huapi, para la futura construcción de una línea de ferrocarril que, atraviese la Patagonia y una el Atlántico con el océano Pacífico. Esta fue su segunda visita a Nahuel Huapi, y comenzó a pensar en reservar esas tierras para la creación de un parque nacional. Avanzando a través de las tolderías, llegó hasta un lago al que bautizó lago Gutiérrez en memoria de su antiguo maestro. Era territorio mapuche, y los expedicionarios cayeron prisioneros de los indios, aunque lograron huir durante la noche.

Moreno influye en la modificación de las ideas de las generaciones precedentes sobre la Patagonia. Conocían las descripciones de Fitz Roy y les impresionaba el criterio de tierra maldita que Darwin le aplicó, debido a que no se internaron lo suficiente como para formarse de ella un concepto global. ... Cuando Moreno y otros exploradores penetran en sus zonas fértiles y se extasian en presencia de sus paradisíacas bellezas, la Argentina toma posesión efectiva de esa inmensa y abandonada heredad. Pasa entonces el peligro de un golpe europeo. Y el de los anexionistas chilenos será conjurado ....

En 1883 la Sociedad Geográfica de Francia le otorgó la medalla de oro.
Por sus conocimientos de la región andina austral fue designado en 1896, perito de la Comisión de Límites entre Argentina y Chile. También participaron Clemente Onelli, como secretario general, y Emilio Frey, como Topógrafo. El arbitraje le permitió a la Argentina retener 1800 leguas cuadradas de tierras.
Sus viajes significaron descubrimientos geográficos de trascendencia, permitiéndole conocer, palmo a palmo, el suelo austral argentino y encarar, con acierto, la defensa de los derechos de Argentina, en la controversia de límites con Chile. Los datos que aportó abrieron nuevos horizontes a la antropología sudamericana y posibilitó que varios científicos europeos se abocaran a estudiar las razas originarias de América del Sur..

## Perito en límites en el diferendo limítrofe con Chile

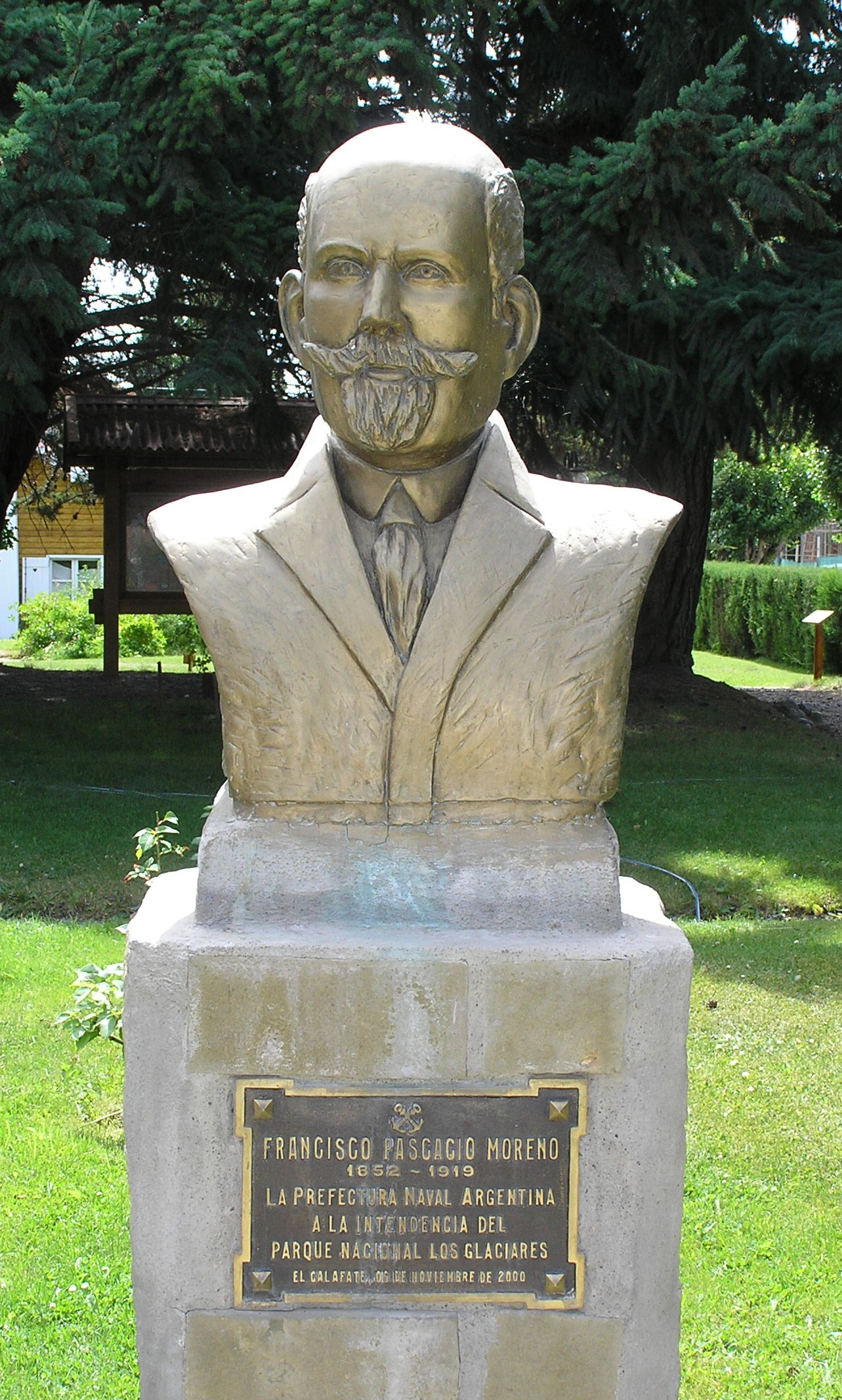
Busto de Francisco Pascasio Moreno en la intendencia del parque nacional Los Glaciares, en El Calafate (Argentina).

El tratado de límites entre Argentina y Chile de 1881 establecía como frontera entre la República de Chile y la República Argentina las cumbres que fueran divisorias de aguas, pero la demarcación efectiva de la frontera debió ser sometida en 1896 al laudo arbitral de la Corona británica, en ese momento al mando de la reina Victoria, al existir diferencias de opinión entre los dos países en cuanto a la implementación de los términos del tratado en el terreno. A partir de 1896 Moreno se desempeñó como perito o experto argentino en las cuestiones limítrofes con Chile. Moreno se concentró en la defensa de los intereses argentinos, especialmente teniendo en cuenta que el arbitraje de límites más reciente frente a Brasil había sido muy desfavorable. El diferendo abarcaba parte de la Patagonia, y disputas por la demarcación en Catamarca y la Puna de Atacama. En el análisis del tema Moreno se basó en el principio, entendido por Argentina, de la soberanía argentina sobre el Atlántico y de Chile sobre el Pacífico.
Por lo tanto la tarea consistía principalmente en trazar una línea fronteriza por las altas cumbres, estudiando el curso de los ríos en su escurrir hacia los océanos Atlántico y Pacífico. Para ser efectivo en la tarea era necesario conocer el terreno en detalle para poder tomar posiciones y hacer propuestas que se sustentaran en las características geográficas de cada tramo de la extensa frontera entre Chile y Argentina. Por su trabajo como perito, Moreno realizó a fines del siglo XIX numerosos viajes a Santiago de Chile.
En 1897 y 1898 Moreno viajó asiduamente entre Argentina y Chile, contribuyendo a hacer posible el encuentro que los presidentes Julio Argentino Roca -de Argentina- y Federico Errázuriz Echaurren -de Chile- mantuvieron, el 15 de febrero de 1899, en el Estrecho de Magallanes. En un lapso relativamente breve Moreno reunió abundante información que significó el descubrimiento de numerosos lagos, ríos, canales, islas, cerros y cordones montañosos, que hasta ese entonces eran desconocidos. En pocos meses Moreno preparó su obra Frontera argentino-chilena, en la que expuso una síntesis de la geografía de las fronteras argentinas. La teoría de Moreno de que el límite con Chile debía ajustarse a la línea de las altas cumbres fue sustentada por un detallado estudio en el terreno de toda la región limítrofe. Además, Moreno aportó el testimonio de los indios de Nahuel pan, y de colonos galeses para retener la región de la Colonia 16 de octubre, y de un antiguo colaborador del Museo, Germán Koslowky, para que el valle de los Huemules, en las nacientes del río Aysén quedase en territorio argentino. En 1899 se trasladó a Londres, como asesor geógrafo del representante argentino. En 1900, mientras Moreno compartió el viaje de regreso en barco a la Argentina con Sir Thomas Holdich, el árbitro inglés; este le dijo:

todo cuanto gane el pie argentino al oeste de la división continental se deberá enteramente a usted.

En 1901 Moreno acompañó al Comisionado del Tribunal Arbitral, Thomas Holdich, en el reconocimiento que se realizó desde el lago Lácar hasta el seno de la Última Esperanza. En abril de 1902 Moreno se reunió con los galeses asentados en la zona de [Trevelin] logrando que se pronuncien a favor de Argentina, manifestándose conformes con estar "bajo la bandera argentina". En mayo regresó a Londres junto al árbitro inglés. El 28 de mayo, en Santiago de Chile, representantes de Argentina y Chile firmaron un pacto de limitación de armamentos y aceptaron el arbitraje inglés. El árbitro era su Majestad Británica Eduardo VII y, su representante ante los países en disputa, Sir Thomas Holdich. Volvió Moreno a Inglaterra y regresó con Holdich en 1902 para participar de los trabajos de fijación de los hitos limítrofes de acuerdo con el laudo arbitral firmado en ese año por Eduardo VII de Inglaterra. El laudo arbitral significó que Argentina retuviera 42.000 kilómetros cuadrados de territorio. Por sus trabajos de perito, la Royal Geographic Society le confirió la medalla del rey Jorge IV.

## Acción por la preservación de las riquezas naturales
Francisco P. Moreno fue el primer argentino que propició la creación de parques nacionales en su país.
Al igual que el Dr. Exequiel Bustillo, Moreno sostenía lo mismo que uno de los propiciadores del Yellowstone National Park de los Estados Unidos, John Miur: que de los posibles usos que presionarían sobre los Parques, el turismo era la alternativa de uso más manejable y contribuyente.
Los conocimientos de la región andina austral, su tesón y habilidad como Perito de la Comisión de Límites entre Argentina y Chile, y la defensa que hace frente al tribunal arbitral británico de la posición Argentina, permieron que, al finalizar el arbitraje, la Argentina retuviera 1800 leguas cuadradas de territorio. Por ello, en 1903 el gobierno argentino -en agradecimiento y a través de la sanción de la Ley 4.192- le otorgó a Moreno, 25 leguas cuadradas de tierras fiscales, en un sitio de su elección.
Con un espíritu generoso, de estas tierras, 22 leguas cuadradas las vendió para financiar comedores para desposeídos, y las restantes -ubicadas en la región oeste de los territorios de Neuquén y Río Negro, en el extremo oeste del fiordo principal del lago Nahuel Huapi- las donó al gobierno con la condición de que fueran preservadas intactas, previendo la necesidad de la conservación del ambiente que sobrevendría en los años venideros. El 1 de febrero de 1904, el gobierno aceptó la donación de Moreno y reservó la zona indicada. Recién en 1916, por decreto de fecha 26 de mayo se nombró un encargado de esta reserva, primera en todo el territorio argentino; siendo George A. Newbery, tío del aviador Jorge Newbery y poblador de la región desde 1894, quien aceptó el cargo ad-honorem. Se la llamó parque nacional del Sur y luego constituiría el Parque Nacional Nahuel Huapi.

## Museo de La Plata

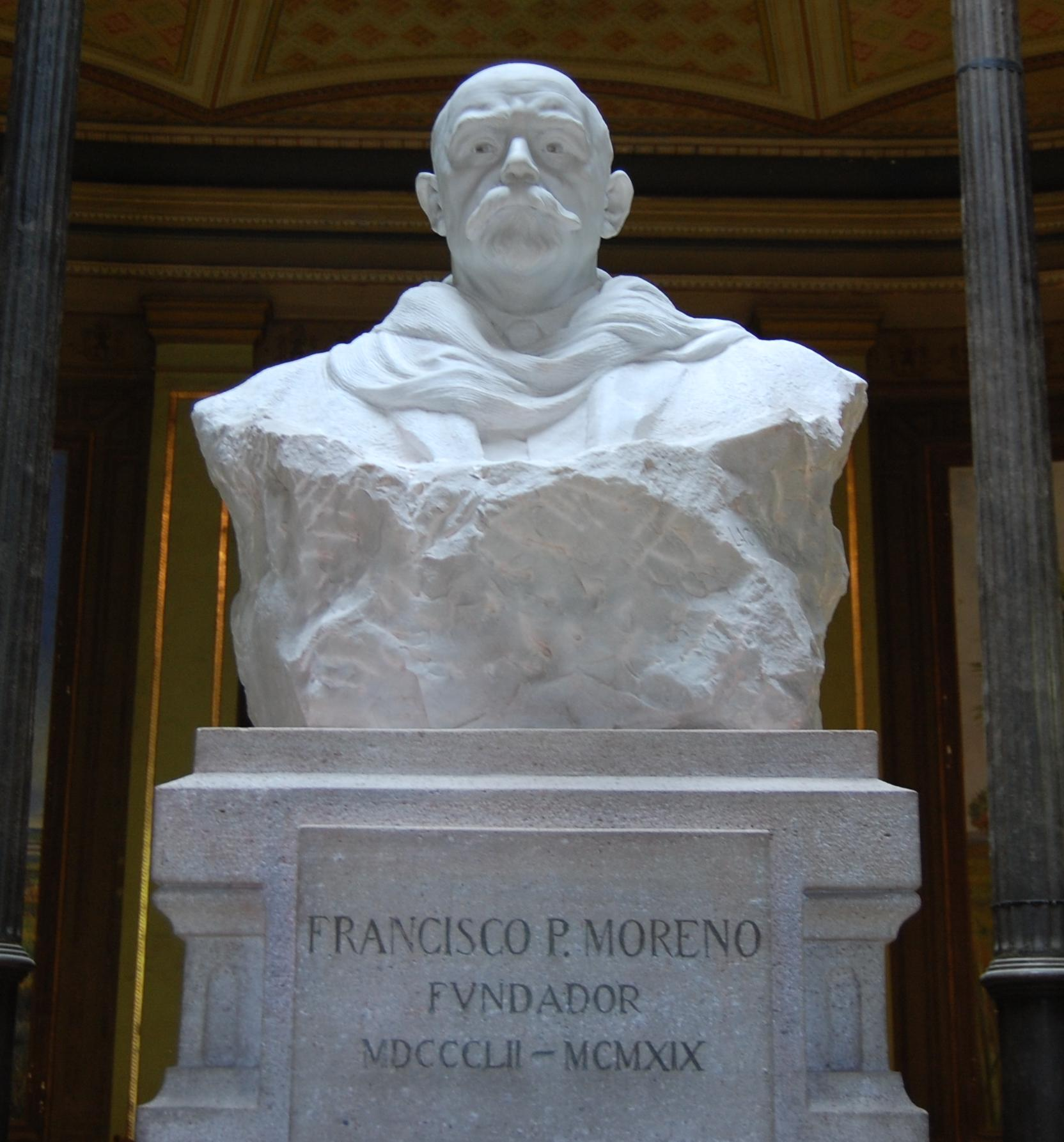
Francisco P. Moreno, fundador del Museo de La Plata

El "Museo Arqueológico y Antropológico" fue fundado en octubre de 1877 en la ciudad de Buenos Aires, por esa época capital de la provincia homónima. Este museo integraba colecciones conformadas por 15 000 ejemplares de piezas óseas y objetos industriales donadas por Moreno, designado Director Vitalicio del mismo.
Entre 1882 y 1891, Moreno realizó viajes a Córdoba, San Luis, Mendoza y San Juan, en busca de artefactos de culturas precolombinas y de yacimientos fósiles. En 1891, descubrió los petroglifos de Canota, en las cercanías del monumento del mismo nombre, sobre la ruta provincial 52, en la provincia de Mendoza. En ese momento, era socio de la "Sociedad Exploradora de Paramillos de Uspallata", que explotaba las minas del lugar.
Para esa época, el Museo provincial ya no podía albergar tamaña colección, por lo que surgió la idea de reemplazarlo por un edificio más acorde con la calidad del material estudiado.
A partir de la federalización de la ciudad de Buenos Aires, en 1880, y la fundación de la ciudad de La Plata como nueva capital de la provincia en 1882, el gobierno provincial dispuso el traslado de las colecciones de Moreno a esta ciudad en junio de 1884 y la construcción de un edificio que la albergara, cuya obra comenzó en octubre de ese mismo año. Fue entonces cuando Moreno también donó 2000 volúmenes de su biblioteca particular.

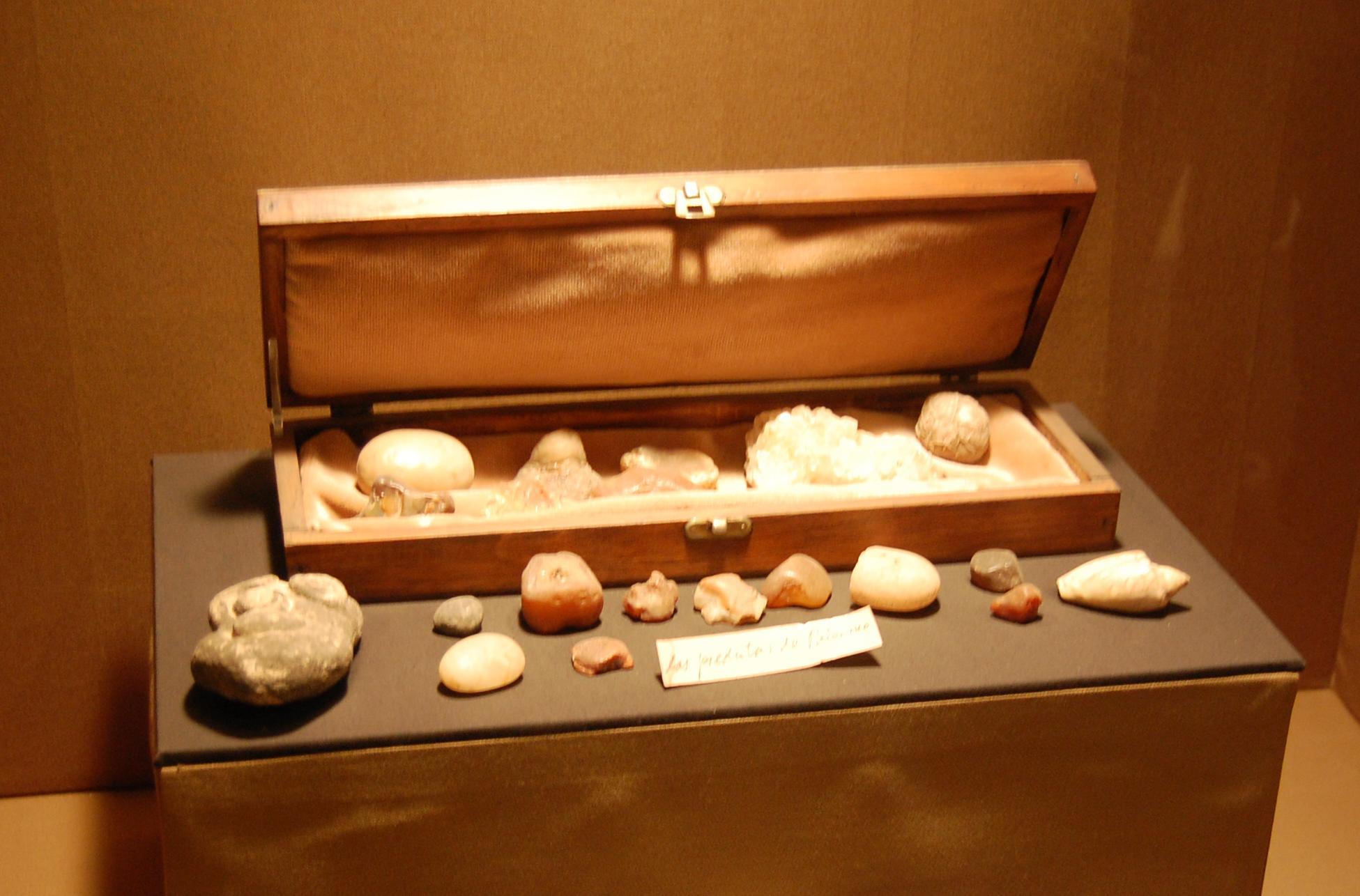
Piedras colectadas por Francisco Moreno en su niñez. Sala La Tierra. Museo de La Plata.

Moreno donó toda su colección personal de piezas arqueológicas, antropológicas y paleontológicas para la fundación del
"Museo de La Plata". Se dedicó gestación y organización del mismo, que fue inaugurado en el año 1885 y en el que, luego, fue nombrado director vitalicio.
En 1887 creó la Biblioteca Provincial que el 12 de agosto de 1905 fue traspasado como una dependencia de la Universidad de La Plata. Este patrimonio se encuentra en la actualidad en la Biblioteca Pública de la Universidad Nacional de La Plata construida entre 1934 y 1935 frente a la Plaza Rocha de la Ciudad de la Plata.

## Reconocimientos y honores
La Universidad Nacional de Córdoba, en 1878 nombró a Francisco P. Moreno Doctor honoris causa, recibiendo, además, múltiples reconocimientos de las más célebres instituciones científicas y prestigiosas universidades, que le otorgaron diplomas y medallas.
Actuó en política, ocupando los cargos de diputado nacional y vicepresidente del Consejo Nacional de Educación.
Su último viaje al sur lo realizó en compañía del expresidente estadounidense Theodore Roosevelt, en 1912.
Su nombre es recordado en la toponimia argentina; por ejemplo, el glaciar Perito Moreno, la localidad de Perito Moreno y el parque nacional Perito Moreno; asimismo, dentro de la zona patagónica, en la mayoría de las localidades hay una calle que honra su memoria.

## Relación con los pueblos originarios
Sus relaciones con los caciques y otros indios fueron amistosas en algunos casos y hostiles en otros. Una vez intentaron envenenarlo con tóxicos mezclados con frutillas y leche, y salvó su vida gracias a que una niña indígena le avisó del peligro. Durante una expedición donde pretendía estudiar la Patagonia con motivo de su ocupación y a su vez buscar un cruce cordillerano a Chile, el cacique Valentín Sayhueque desconfió de él y lo tomó prisionero. El hechicero aconsejó arrancarle el corazón a orillas del río. Moreno, junto a sus asistentes el indio Gavino y Melgarejo, fueron ayudados a escapar por Utrac, hijo del cacique Inacayal. Sayhueque envió a su hijo Francisco a perseguirlo, pero se salvó cuando fue hallado por una partida del ejército de frontera, tras varios días de huida, en las que Moreno ató piedras en su poncho que llevaba arrastrando para borrar huellas (Esta anécdota se retrata en la película "Fuga de la patagonia" estrenada en 2016). Como consecuencia de su cautiverio, sufría de ataxia locomotriz incipiente y de anemia cerebral y viajó a Europa para tratarse.
En 1884, finalizada la "Conquista del Desierto", los caciques Inacayal y Foyel junto a sus familias se presentaron en el Fuerte de Villegas a negociar con el Comandante Lasciar, pero fueron tomados prisioneros y trasladados al regimiento Tigre, en la provincia de Buenos Aires. Francisco Moreno realizó gestiones ante las autoridades nacionales para trasladar a los caciques y sus familias al Museo de La Plata. Algunas fuentes indican que allí vivieron en libertad -según relata Clemente Onelli-aunque otras indican que, si bien Moreno expresó públicamente su deseo de libertad para las familias, dentro del Museo habrían sido aprisionadas, esclavizadas, maltratadas y expuestas a revisiones de científicos de Argentina y Europa. Incayal falleció el 24 de septiembre de 1888 en el museo.
El 27 de septiembre de 1887 el diario La Capital de La Plata indicó sobre ciertas dudas en cuanto a las circunstancias en que fallecieron los indios que moraban en el Museo, pero la justicia no investigó y el tema no fue considerado hasta un siglo después.
La División Antropología del Museo  conservó los restos del cacique Inacayal, los cuales en 1994 fueron entregados parcialmente a sus descendientes, luego de los reclamos de los pueblos originarios y la reglamentación en 1993 de la Ley 23.940 sancionada por el Congreso Nacional en 1991.La restitución complementaria de sus restos se llevó a cabo el 9 de diciembre de 2014 impulsado por el colectivo GUIAS.
Otros restos de ancestros mapuches en poder del Museo de La Plata fueron restituidos a sus descendientes en 2017 en el marco del año nuevo mapuche.
Durante sus viajes a la Patagonia Moreno exhumó varios enterratorios indígenas, entre ellos los de Cipriano Catriel y Sam Slick.Así se ve reflejado en algunas de las cartas que le enviaba a su padre: 

Querido Viejo:

[…] Creo que no pasará mucho tiempo, sin que consiga los huesos de toda la familia Catriel. Ya tengo el cráneo del célebre Cipriano, y el esqueleto completo de su mujer, Margarita; y ahora, parece que el hermano menor Marcelino no vivirá mucho tiempo […]

Carta del Perito Moreno a su padre.

Los restos de Cipriano Catriel fueron parcialmente restituidos por el Museo de la Patagonia Francisco P. Moreno en 2018. Mientras que los restos de Sam Slick fueron restituidos en noviembre de 2018 e inhumados en su sitio de descanso final en Santa Cruz el 1 de diciembre de 2019.

## Institucionalización del Movimiento Scout en Argentina
En septiembre de 1911, Arturo Penny contactó a Francisco P. Moreno para introducir el Movimiento Scout en los colegios de Barracas. En tres meses, el Perito Moreno impulsó personalmente la constitución de la 3.er Compañía de Scouts de Barracas (en el presente 3.er Compañía Scout Coronel Pringles).
En 1912, surgió la idea de crear una asociación nacional que institucionalice el ya numeroso movimiento de scouts en Argentina.
El 4 de julio de 1912, en la casa del Perito Moreno (en la calle Caseros 2841 de la ciudad de Buenos Aires), junto a otras personalidades destacadas resolvieron constituir la Comisión Organizadora del Movimiento Scout en la Argentina, creando una institución que se denominó: “Asociación de Boy Scouts Argentinos”, siendo sus fines: ser un medio de estimular en la vida de niños y jóvenes de la República, el gusto por las excursiones al aire libre, la observación de la naturaleza, el culto del honor, la lealtad y la honradez, el dominio y respeto de sí mismo y de los demás, el amor al prójimo, a la familia a la patria y a la humanidad.
El primer presidente fue Francisco P. Moreno, quien fue sucedido, en 1914, por el teniente general Pablo Riccheri.

## Sus restos
Francisco P. Moreno murió en Buenos Aires, el 22 de noviembre de 1919. Sobre su pecho llevaba un relicario con la bandera del Ejército de los Andes. En uno de los tantos papeles de su mesa de trabajo, su nieta, Adela, cuenta que había uno que decía:

¡Cuánto quisiera hacer, cuánto hay que hacer por la patria! Pero ¿cómo, cómo? ¡Tengo sesenta y seis años y ni un centavo! ¿Cuánto valen los centavos en estos casos...? ¡Yo que he dado mil ochocientas leguas a mi patria y el Parque Nacional, donde los hombres de mañana, reposando, adquieran nuevas fuerzas para servirla, no dejo a mis hijos un metro de tierra donde sepultar mis cenizas!

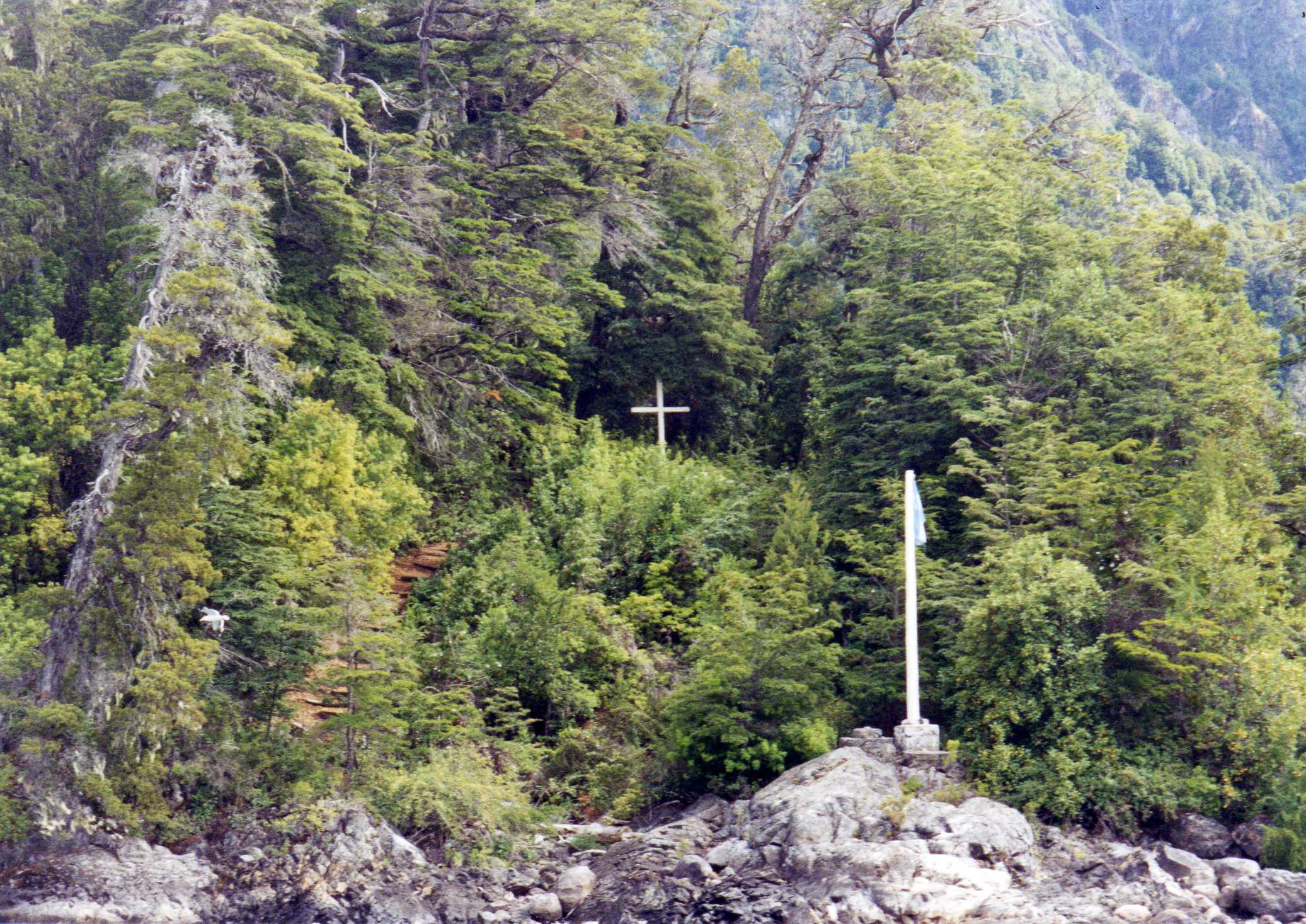
Tumba del Perito Moreno, en la isla Centinela, en el lago Nahuel Huapi.

Originalmente sus restos fueron enterrados en el Cementerio de la Recoleta de Buenos Aires.
El Congreso de la Nación Argentina, en 1934, sancionó la ley por la que se dispuso erigir un mausoleo en el Lago Nahuel Huapi para depositar sus restos, acción que finalmente se concretó en 1944, en una ceremonia presidida por el general Baldomero de Biedma.
Desde el 16 de febrero de 1944, sus restos reposan en la Isla Centinela, en el Lago Nahuel Huapi, junto a los de su esposa, dentro del parque nacional que fundó. Por una disposición de la Prefectura Naval Argentina, cada embarcación que cruza frente a la isla debe sonar tres veces su bocina para rendirle honores.

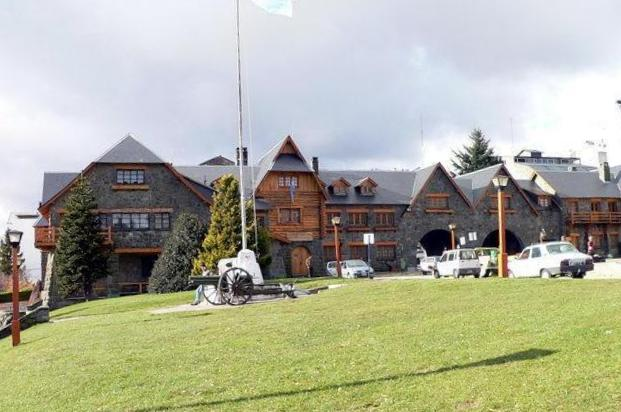
Museo de la Patagonia Dr. Francisco P. Moreno ubicado en el Complejo Edilicio Centro Cívico de San Carlos de Bariloche.

## Obras de su autoría
- Francisco P. Moreno, "Noticias de Patagonia" (1876)
- Francisco P. Moreno, "Viaje a la Patagonia Austral" (1876-1877).
- Francisco P. Moreno, "Viaje a la Patagonia Septentrional" (1876).
- Francisco P. Moreno, "Apuntes sobre las tierras patagónicas" (1873)
- Francisco P. Moreno, "El estudio del hombre Sudamericano" (1878)
- Francisco P. Moreno, "Notas preliminares sobre una excursión a los territorios de Neuquén, Río Negro, Chubut y Santa Cruz, Frontera Chileno-Argentina" (1902)